# Élection présidentielle béninoise de 1991
L'élection présidentielle béninoise de 1991 s'est déroulée les 10 et 24 mars 1991 afin d'élire le président de la République.
Après plus de 20 ans d'élections au scrutin indirect, c'est la première fois que le président béninois est élu au suffrage direct, ainsi que la première fois qu'un opposant politique obtient la fonction présidentielle depuis l'indépendance en 1960.

## Résultats
| Candidats                | Candidats                | Partis                                                                 | Premier tour | Premier tour | Second tour | Second tour |
| Candidats                | Candidats                | Partis                                                                 | Voix         | %            | Voix        | %           |
| ------------------------ | ------------------------ | ---------------------------------------------------------------------- | ------------ | ------------ | ----------- | ----------- |
|                          | Nicéphore Soglo          | Union pour le triomphe du renouveau démocratique                       | 419 787      | 36.2         | 881 215     | 67.5        |
|                          | Mathieu Kérékou          | Indépendant                                                            | 315 079      | 27.2         | 423 501     | 32.5        |
|                          | Albert Tévoédjrè         | Notre cause commune (en)                                               | 165 174      | 14.3         |             |             |
|                          | Bruno Amoussou           | Parti social-démocrate                                                 | 66 053       | 5.7          |             |             |
|                          | Adrien Houngbédji        | Parti du renouveau démocratique                                        | 53 187       | 4.6          |             |             |
|                          | Moise Mensah (en)        | Indépendant                                                            | 39984        | 3.4          |             |             |
|                          | Sévérin Adjovi           | Rassemblement des démocrates libéraux pour la reconstruction nationale | 30 710       | 2.7          |             |             |
|                          | Bertin Borna             | Indépendant                                                            | 18 578       | 1.6          |             |             |
|                          | Idelphonse Lemon         | Indépendant                                                            | 11 517       | 1.0          |             |             |
|                          | Assani Fasassi           | Indépendant                                                            | 10 393       | 0.9          |             |             |
|                          | Gatien Houngbédji        | Union démocratique pour le développement économique et social          | 10 272       | 0.9          |             |             |
|                          | Robert Dossou            | Alliance pour la démocratie sociale                                    | 9 641        | 0.8          |             |             |
|                          | Thomas Goudou            | Indépendant                                                            | 8 041        | 0.7          |             |             |
|                          |                          |                                                                        |              |              |             |             |
| Votes valides            | Votes valides            | Votes valides                                                          | 1 158 326    | 98,36        | 1 304 706   | 99,21       |
| Votes blancs et nuls     | Votes blancs et nuls     | Votes blancs et nuls                                                   | 19 340       | 1,64         | 10 417      | 0,79        |
| Total                    | Total                    | Total                                                                  | 1 177 666    | 100          | 1 315 123   | 100         |
| Abstention               | Abstention               | Abstention                                                             | 913 822      | 45,70        | 737 515     | 35,93       |
| Inscrits / participation | Inscrits / participation | Inscrits / participation                                               | 2 091 488    | 56,30        | 2 052 638   | 64,07       |